# Тротил
 Тази статия е за взривното вещество.  За музикалната група вижте Тротил (група).  
Тротилът е бризантно взривно вещество с нормална мощност. Известен е още под имената:
- тринитротолуен – съвременно (2006) наименование
- тринитротолуол – стара номенклатура
- ТНТ – съкращение

Представлява продукт на взаимодействието на смес от азотна, сярна киселина и толуол. Получава се тротил на люспици, който чрез механична или друга обработка може да се направи на прахообразен, пресован, лят (чрез разтапяне).
Тротилът има широко приложение заради простотата и удобството на механичната му обработка (лесно се изготвят заряди с всякакво тегло, запълва всякакъв вид кухини, реже се, дупчи се и т.н.), заради високата му химическа устойчивост, нечувствителност към външни въздействия, което означава безопасност и надеждност при употребата му. В същото време притежава високи взривни характеристики. Използва се както в чист вид, така и в смес с други взривни вещества, при което не встъпват помежду си в химическа реакция. В смес с хексоген, тетрил и тен, тротилът понижава чувствителността им, а в смес с амониевоселитрени вещества повишава взривните им свойства, повишава химическата им устойчивост и понижава хигроскопичността им.
Тротил се употребява в зарядите на снаряди, ракети, бомби, мини и др. Също така се използва като основно взривно вещество при провеждане на подривни работи в земята, разрушаване на метални, бетонни и други конструкции.

## Характеристики
1. Чувствителност – нечувствителен към удар, прострелване с куршум, огън, искри, триене, химически взаимодействия. Пресованият и прахообразен тротил е добре чувствителен към детонации и взривяването му е надеждно със стандартни капсул-детонатори, запалки и други. Излетият и люспестият тротил имат понижена чувствителност към детонация и се нуждаят от междинен детонатор (боевик) от пресован тротил или друго подходящо взривно вещество.
2. Енергия на взривното превръщане – 1010 kcal/kg
3. Скорост на детонацията – 6900 m/s
4. Бризантност – 16 mm
5. Фугасност – 285 cm3
6. Химическа устойчивост – не встъпва в реакции с твърди материали (метал, дърво, пластмаса, бетон, керамика, и др.), не се разтваря във вода, не е хигроскопичен, не изменя взривните си свойства при продължително нагряване, топене във вода и изменяне на агрегатното състояние (изливане). При продължително излагане на слънце потъмнява и повишава своята чувствителност (теоретично). При запалване с открит пламък гори с жълт пламък. При горене на голямо количество в затворено пространство може да премине в детонация.
7. Запазване на работоспособно състояние – няма ограничение в продължителността на съхранение (надеждно сработва тротил, изготвен в началото на 1930-те години). Продължително (60 – 70 години) престояване във вода, земя, в корпусите на боеприпаси и др. не изменя взривните свойства.
8. Нормално агрегатно състояние – в обичайни условия тротилът е твърдо вещество. Използва се в прахообразен, люспест и твърд вид. Топи се при температура +81 °C, запалва се при 310 °C.
9. Плътност – 1660 kg/m3.
10. Критична маса за детонация – минимум 50 g.
11. Температура на взрива – 3100 °C

## История
Тротилът е получен за пръв път през 1863 г. от германския химик Юлиус Билбранд, като първоначално се използва като жълто багрило. Потенциалът му като взривно вещество е открит няколко години по-късно, главно защото се е труден за детониране и е по-малко мощен от алтернативите. Експлозивните му качества са открити от друг германски химик, Карл Хойзерман, през 1891 г. Веществото може безопасно да се излива в обвивките на снаряди и има толкова слаба чувствителност, че първоначално във Великобритания не се счита за взривоопасно вещество при производството и съхранението му.
Германските въоръжени сили го приемат като пълнител в артилерийските снаряди през 1902 г. Бронебойните снаряди с ТНТ се взривяват, след като пробият бронята на британските големи кораби, докато британските снаряди, пълни с пикринова киселина, се взривяват при удар с бронята, при което голяма част от енергията им се освобождава извън кораба. Британците започват да заменят пикриновата киселина с тринитротолуен през 1907 г.
Военноморските сили на САЩ продължават да пълнят бронебойните си снаряди с дунит дори след като много държави са преминали към ТНТ, но започват пълнят морските мини, бомбите, дълбочинните заряди и главите на торпедата с разпръскващ заряд от ТНТ клас Б, който се нуждае от друг заряд с кристализиран ТНТ клас А, за да се детонира. Високоексплозивните снаряди се запълват с ТНТ клас А, който започва да се предпочита и в други приложения, когато в химическата промишленост става възможно премахването на ксилола и сходни въглеводороди от толуен и други вторични продукти от нитриращите реакции.

## Експлозивен характер
При детонация ТНТ претърпява декомпозиция, еквивалентна на реакцията:
2 C7H5N3O6 → 3 N2 + 5 H2 + 12 CO + 2 C
както и реакциите
H
2 + CO → H
2O + C
и
2CO → CO
2 + C
Реакцията е екзотермична, но има висока енергия на активация в газова фаза (~62 kcal/mol). Кондензираните фази (твърди или течни) имат значително по-ниски енергии на активация – 35 kcal/mol поради уникалните бимолекулярни пътища на разлагане при повишена плътност. Поради произвеждането на въглерод, взривът на ТНТ изглежда черен. Тъй като тротилът има излишък от въглерод, взривните смеси със съединения, богати на кислород, освобождават повече енергия на килограм, отколкото освобождава тротилът самостоятелно. През 20 век широко приложение като взривно вещество във военното дело намира аматолът – смес от тротил с амониев нитрат. Тротилът може да се детонира с високоскоростен инициатор или с добре изпълнен удар.

## Енергийно съдържание
Топлината на детонация, използвана от NIST за определяне на тон тротилов еквивалент е 1000 cal/g или 4,184 MJ/kg (мегаджаула на килограм). Енергийната плътност на ТНТ се използва като референтна точка за много други взривни вещества, включително ядрени оръжия, енергийното съдържание на които се измерва в еквивалентни килотонове (~4,184 тераджаула) или мегатонове (~4,184 петаджаула) тротил. Топлината на възпламеняване е 14,5 мегаджаула на килограм, което изисква една част от въглерода в тротила да реагира с атмосферен кислород, което не се случва първоначално. За сравнение, барутът съдържа 3 мегаджаула на килограм, динамитът съдържа 7,5 мегаджаула на килограм, а бензинът – 47,5 мегаджаула на килограм (макар той да се нуждае от оксилител, така че смес от бензин и O2 реално съдържа 10,4 мегаджаула на килограм).

## Безопасност
ТНТ е отровен, а досегът с кожа може да я раздразни и да я накара да се оцвети в ярко жълто-оранжево. През Първата световна война работниците по боеприпасите, които боравят с тротил, откриват, че кожата им става ярко жълта, в резултат на което те получават прякора „канарчета“.
Излагането на ТНТ за продължителни периоди от време води до анемия и влошена чернодробна функция. Уголемяване на далака и други вредни ефекти върху имунната система са наблюдавани у животни, които са погълнали или вдишали тротил. Съществуват и доказателства, че тротилът влияе негативно върху мъжката фертилност. ТНТ е обозначен като възможен канцероген, като това му свойство е демонстрирано в опити с мишки. Консумацията на ТНТ оцветява урината в червено поради наличието на вторични продукти, макар в миналото да се е смятало, че това е кръв.
Някои военни изпитателни полигони са заразени с ТНТ. Отходните води от муниционни програми, включващи замърсяване на повърхностните и подповърхностните води, могат да бъдат оцветени в розово поради наличието на ТНТ. Такова замърсяване може да бъде трудно и скъпо за разчистване.
ТНТ е склонен към отделяне на динитротоулен и други изомери. Ефектът се наблюдава най-вече при ТНТ снаряди, които се съхраняват при висока температура (например през лятото). Процеждането на примесите води до образуването на пукнатини, които от своя страна водят до повишена чувствителност към удари. Поради тази причина, често към тротила се добавя калциев силикат, който да намали склонността му към процеждане.